# 海因茨·克弗斯
海因茨·克弗斯（德語：Heinz Körvers，1915年7月3日—1942年12月29日），德国男子手球运动员。他曾代表德国参加1936年夏季奥林匹克运动会手球比赛，获得一枚金牌。他在第二次世界大战期间去世。